# غلين آدمسون
غلين آدمسون (بالإنجليزية: Glenn Adamson)‏ هو أمين متحف أمريكي، ولد في 1972.